# Nannophrys marmorata
Nannophrys marmorata är en groddjursart som beskrevs av Parakrama Kirtisinghe 1946. Nannophrys marmorata ingår i släktet Nannophrys och familjen Dicroglossidae. IUCN kategoriserar arten globalt som akut hotad. Inga underarter finns listade i Catalogue of Life.